# Alternaria maritima
Alternaria maritima är en svampart som beskrevs av G.K. Sutherl. 1916. Alternaria maritima ingår i släktet Alternaria och familjen Pleosporaceae.   Inga underarter finns listade i Catalogue of Life.